# Mycalesis latior
Mycalesis latior är en fjärilsart som beskrevs av Riley 1921. Mycalesis latior ingår i släktet Mycalesis och familjen praktfjärilar. Inga underarter finns listade i Catalogue of Life.